# Jiří Scheufler
Jiří Scheufler (27. červenec 1911, Praha – 28. únor 1996, Praha) byl spisovatel, činovník Náboženské společnosti čsl. Unitářů, mystik a duchovní učitel, zpěvák.

## Životopis
Absolvoval obchodní akademii a po celý život studoval koncertní zpěv. Vystupoval jako sólový zpěvák a působil v různých sborech, např. v pražském Hlaholu. V mládí se pokoušel o poezii, psal beletrii a věnoval se také malířství.
Před druhou světovou válkou měl v Praze společně s přítelem H. Spitzem kartonážní firmu. Poté, co byla firma po roce 1948 znárodněna, prošel asi dvacítkou různých zaměstnání, byl režimem neustále „prověřován“ a ze zaměstnání vyhazován, až byl nakonec zařazen na podřadné místo účetního na železnici, kde kvůli dlouhodobým pobytům v nevytopených vagónech onemocněl těžkou ledvinovou chorobou. S první manželkou Helenou roz. Hrbkovou žil 28 let a měl s ní dvě dcery. Jejich manželství se rozpadlo, když Scheufler navázal známost s kolegyní ze studia zpěvu a ze sboru, Arnoštkou Dědkovou, kterou si po dlouholeté známosti vzal za ženu. Od svých pětapadesáti let byl v invalidním důchodu kvůli vážným srdečním problémům, a též (údajnému) malignímu nádoru v oku, který se sice jeho příteli prof. Kurzovi podařilo odstranit, avšak v důsledku toho měl pak jen jedno funkční oko. Zemřel po dlouhé a těžké nemoci r. 1996.
Jeho bratrem je etnograf Vladimír Scheufler. Jeho synovcem je historik fotografie Pavel Scheufler.

## Duchovní aktivity
Byl od dětství hluboce věřícím člověkem a po setkání s Weinfurterovým „Ohnivým keřem“ se začal intenzivně zabývat duchovními naukami. Stal se členem a pravidelným návštěvníkem přednášek spolku praktických mystiků Psyché, kam chodil i se svou první manželkou a několika dalšími členy rodiny.
Zhruba dvacet pět roků přednášel v pražské, brněnské a olomoucké Unitarii. Nosil přitom černý talár a vyzařoval určité charisma, takže jeho přednášky patřily k těm nejvíce navštěvovaným a vytvořila se kolem něj skupinka převážně mladých lidí, kteří v něm viděli svého guru. Pod jeho kazatelským stolkem vždy stávalo množství přenosných magnetofonů, na které si přítomní jeho přednášky nahrávali pro domácí studium.
Po odchodu vedoucího činovníka Unitarie Vladimíra Strejčka do USA si s ním pravidelně dopisoval, takže se stal terčem pozornosti komunistických úřadů. Na jejich povel pak ústřední duchovní správce Unitarie Dr. Dušan Kafka musel přerušit Scheuflerovo působení v tomto společenství. Příznivci za ním poté jezdili do Brnek na jeho chatu, kde Scheufler pokračoval ve své učitelské roli.
Problémy s StB měl také proto, že si dopisoval se svojí starší dcerou Věrou, která v roce 1968 emigrovala do Holandska. Té poslal někdy v roce 1981 po známém Holanďanovi jako dárek malou knížečku, překlad veršů Lao Tse. Na hranicích byl tento cizinec prohledán a když řekl, že neví, co malý, dárkově zabalený balíček obsahuje, nastaly velké problémy. Bezpečnostní orgány se domnívaly, že jde o šifrované zprávy, což vedlo k zákazu jeho kazatelské činnosti v Unitarii (oficiálně NSČU - Náboženská společnost českých unitářů). Až po dlouhé době, v roce 1988 mu bylo zase dovoleno přednášet. Nebývá ovšem zmiňována skutečnost, že jedním z důvodů odmítání J.Scheuflera v této době byla rovněž žárlivost ze strany jistých vrcholných představitelů společnosti, neschopných přenést přes srdce Scheuflerovu popularitu, jimž tak jeho problémy s komunistickým režimem přišly vhod. Toto období bylo přerušeno až po roce 1989, po návratu Vladimíra Strejčka z emigrace a jeho nástupu do vedení unitářské společnosti.
Do jaké míry byl či nebyl Rev.Strejček osobností spornou, by vydalo na samostatné historické zkoumání, protože je nezpochybnitelnou skutečností, že postupný, léta trvající rozklad NSČU (Unitarie), byl způsoben neschopností dohody dvou frakcí, staré a nové, nikoliv tedy počínáním jediného člověka, V.Strejčka. Počáteční podstatou sporu byla jeho snaha dosáhnout prostřednictvím nové Ústavy NSČU větší otevřenosti k náboženskému univerzalismu společnosti, o což někteří původní členové neměli zájem. V souvislosti s osobností mystika Jiřího Scheuflera však mají tato fakta souvislost v tom, že Scheufler se Strejčkem byli dlouholetými přáteli i poté, co se Rev.Strejček ujal vedení Unitarie a Scheufler jej v jeho univerzalistickém pojetí podporoval, byť jeho hlavní doménou byla křesťanská mystika a dílo Karla Weinfurtera. Omezení přednášek Jiřího Scheuflera v Unitarii v následné době bylo způsobeno především jeho postupně se zhoršujícím zdravotním stavem, nikoliv rivalitou nebo dokonce nepřátelstvím vůči reverendu Strejčkovi. Ten dokonce opětovně oficiálně jmenoval Jiřího Scheuflera duchovním společnosti a jeho manželka pak často pečovala o Jiřího Scheuflera až do jeho odchodu ze světa v únoru 1996. Sbor unitářských duchovních krátce poté doplnil Rev. Luboš Štěrba, který se v následujících letech snažil prostřednictvím přednášek a článků (v dnes již neexistujícím měsíčníku Pražské obce unitářů - univerzalistů "LOGO" ), uváděných pod názvem "Z duchovního odkazu Jiřího Scheuflera", nadále rozvíjel jeho duchovní odkaz.
Jako jedna z mála výrazných osobností zůstal Scheufler až do konce věrný Weinfurterovi, jako badatel se však ve svých pozdějších letech osobně více otevřel pro východní nauky, obzvláště Zen buddhismu, který byl v dobách Weinfurterových u nás věcí takřka neznámou. Překládal též z němčiny a angličtiny a za komunismu si psal pro sebe jako oddech různé duchovními věcmi se zabývající detektivky, které ale nikdy nevyšly tiskem.

## Vydaná díla
- Filosofie Dálného východu Zen, Olomouc : Nakladatelství Přátel duchovních nauk, 1990 - zkrácená verze původní samizdatové práce
- Mystický učitel Karel Weinfurter a jeho doba, Olomouc : Nakladatelství Přátel duchovních nauk, 1991, ISBN 80-901062-0-X - biografická brožurka, vycházející z větší části z Weinfurterových "Pamětí okultisty"
- Mysteria tajných společností a rosikruciánské alchymie, Praha : Hledající, 1991, ISBN 80-900194-0-4 - přepracovaná verze Weinfurterových „Tajných společností okultních, mystických a náboženských“
- Indická filozofie a křesťanství, Praha : Unitaria, 1992 - soubor přednášek z pražské Unitarie

### Články v časopisech
Časopis přátel duchovních nauk (1990–1992, Nakladatelství Přátel duchovních nauk, Olomouc)
- Mystické hnutí v ortodoxní církvi (6/90)
- G. Meyrink (7/90)
- Vánoční mysterium (8/90)
- Velikonoční mysterium (3/91)
- Mystický význam tří velkých světel Svobodných zednářů (3/91)
- Hermetismus a mystika (4/91)
- Theurgie a magie (5/91)
- Hold moudrosti boží, Panně Marii (6/91)
- Alegorická pohádka Jana Taulera (6/91)
- Tajemství alchymie (7-8/91)
- Úloha uplatnění vůle v mystice (10/91)
- Důvěra v Boha (1/92)
- K přednášce Wilhelma Raaba v pražské Unitarii (4/92)
- Nadnáboženský ekumenismus (5/92)

Cesta (Unitaria, Praha)
- František Drtikol a jeho doba, nábožensko-filosofické revue (7/92)

## Samizdat
- Křesťanská mystika I. a II.
- Duchovní praxe
- Mystický výklad Starého zákona
- Moderní čarodějové
- Sklizeň zasetého
- Komentovaný překlad Lao-c
- Návrat ke Gnosi
- Kámen mudrců
- Méně známé aspekty Hathajogy a tantrická cesta
- Nagardžunova filosofie
- Invalidé a možnosti jejich duchovního vývoje
- Přednášky a promluvy (Unitaria 1990-92)
- Poutníci cherubínští (překlad a výbor z veršů Angela Silesia a Daniela Czepka 1976)